# Barrio Xamimilolpa
Barrio Xamimilolpa, även kallat Xolpa, är en ort i kommunen Otumba i delstaten Mexiko i Mexiko. Samhället hade 379 invånare vid folkräkningen år 2020.